# مالط القاعة (وشحة)

تعديل مصدري - تعديل

مالط القاعة هي إحدى قرى عزلة بنى سعد بمديرية وشحة التابعة لمحافظة حجة، بلغ تعداد سكانها 68 نسمة حسب تعداد اليمن لعام 2004.